# Cantó de Gueugnon
El cantó de Gueugnon és un cantó del departament francès de Saona i Loira, a la regió de Borgonya - Franc Comtat. Està inclòs al districte de Charolles i té 9 municipis. El cap cantonal és Gueugnon.

## Municipis
- La Chapelle-au-Mans
- Chassy
- Clessy
- Curdin
- Gueugnon
- Neuvy-Grandchamp
- Rigny-sur-Arroux
- Uxeau
- Vendenesse-sur-Arroux

## Història
| Data d'elecció                           | Identitat       | Partit          | Qualitat |
| ---------------------------------------- | --------------- | --------------- | -------- |
| 1945-1970                                | Marc Humbert    | SFIO            |          |
| 1970-1982                                | Albet Nageotte  | RI, després UDF |          |
| 1982-2001                                | Roland Cottin   | PS              |          |
| 2001-2008                                | Alain Bailly    | Divers gauche   |          |
| 2008-                                    | Dominique Lotte | PS              |          |
| les dades anteriors no són pas conegudes |                 |                 |          |
|                                          |                 |                 |          |

## Demografia
| A partir de 1990: Població sense dobles comptes |